# 饮马河
饮马河是中华人民共和国吉林省中部的一条河流，为第二松花江左岸支流。饮马河在金代称移里闵河，元代称亦迷河，明代称一迷河、伊迷河、额勒敏河，清代称伊勒门河、驿马河。“额勒敏”（转写：elmin）意为“未搭鞍之马”，“伊勒门”（转写：ilmun）意为“地狱、阎王”，皆指改河洪水涨势迅猛，危害严重。

## 干流概况
饮马河主源也称小黄河，发源于伊通满族自治县河源镇德胜村委会尹家炉西北老爷岭东南，向东南流至联合村北转东流，经磐石市的亚吉水库、吉昌镇、黄河水库，于磐石烟筒山镇烟筒泡村东南右纳驿马河后转北流，成为长春市双阳区与磐石市、永吉县的界河，以及二道区与永吉县、九台区的界河。过九台区九郊街道莲花泡村后进入九台区境内，至德惠市大青嘴镇大青嘴村万家屯后进入德惠市境内，北流至德惠市边岗乡平安村东刘珍屯以北左纳最大支流伊通河后成为农安县与德惠市的界河，继续北流至农安县靠山镇红石村广元店东北汇入第二松花江。河长386.8千米，河道平均比降0.3‰，流域面积18247平方千米（含西侧波罗湖闭流区）。年均径流量9.27亿立方米。

## 流域概况
饮马河流域地处温带大陆性季风气候，春季干旱多风，夏季温暖湿润，秋季晴朗、气温日差大，冬季干寒干燥，一年中寒暑相差悬殊，春秋两季短促。流域内流域水旱灾害频发。流域年均气温5℃，无霜期135天，年均降水量642毫米。1960年，干流上的石头口门水库运行后，其下游冬季常发生连底冻，封冻多在12上旬，解冻多在4月中旬，封冻期130天左右。
烟筒山镇以上为饮马河上游区，两岸为低山丘陵，河道平均坡降1.71%。烟筒山镇至石头口门为中游，两岸为平缓低丘台地，坡降为0.58%。石头口门以下为下游，广布台地和平原，坡降0.16%。本流域内广布黑土地，土质主要为暗棕壤、黑钙土。流域黑土地是粮食主要产区，但是由于气候等自然因素和人类长期不合理的土地利用活动与缺乏相应保护措施等影响，本区水土流失日益严重。